# Sound Forge
Sound Forge Pro (früher bekannt als Sonic Foundry Sound Forge und später als Sony Sound Forge, in Eigenschreibweise SOUND FORGE) ist ein Audioeditor der Magix Software GmbH, der sich an den professionellen und semiprofessionellen Anwender richtet. Sie wurde bereits Mitte der 1990er Jahre eingeführt und war vor allem im amerikanischen Markt die dominierende Audiosoftware. Es gibt derzeit zwei Versionen von Sound Forge: Sound Forge Pro (Version 15 vom Februar 2021) und Sound Forge Audio Studio - früher bekannt als Sound Forge LE von Sonic Foundry- (Version 13 vom Januar 2019). Beide bieten versionsabhängig Aufnahme, Audio-Mastering und Audio-Verarbeitung.

## Geschichte
Im Jahr 2003 war die 1991 gegründete Sonic Foundry, der ehemalige Hersteller von Sound Forge, mit Verlusten und harter Konkurrenz durch viel größere Unternehmen konfrontiert. Infolgedessen erklärte man sich bereit, die Produktfamilie für Desktop-Audio- und Musikproduktion für 18 Millionen US-Dollar an Sony Pictures Digital zu verkaufen. Die Software hatte ursprünglich Windows 3.x-Unterstützung, allerdings wurde ab der Version 3.0 die Unterstützung für 16-Bit-Windows eingestellt. Später wurde die Windows 95-Unterstützung nach Sound Forge 5.0 eingestellt.
Am 20. Mai 2016 gab Sony bekannt, dass der Großteil seiner Creative Software-Suite, einschließlich Sound Forge Pro, an Magix GmbH & Co. verkauft wird. MAGIX gab via Facebook bekannt, dass ihre erste neue Version von Sound Forge Audio Studio (Sound Forge Audio Studio) erhältlich sei. Sie wurde im August 2017 veröffentlicht.
2017 wurde die Software auf macOS portiert. Allerdings wurde die Weiterentwicklung für dieses Betriebssystem inzwischen eingestellt.

## Rezeption
Ronald Eikenberg merkt bei Heise an, dass zu den Features "Event-bezogenes" Bearbeiten und eine Disc-At-Once-Brennfunktion und Interaktive Tutorials gehören und virtuelle Musikinstrumente unterstützt werden. Die CHIP-Redaktion bezeichnete das Tool als „ein mächtiges Werkzeug zum Bearbeiten und Optimieren von Audiodateien aller verbreiteten Audio-Typen“. „Sound Forge“ würde seit Anfang der Neunziger-Jahre als der Audioeditor für den professionellen Bereich und auch für Hobbyanwender gelten. Hugh Robjohns meinte beim Musiktechnologie-Magazin Sound on Sound zu Magix Sound Forge 12, dass es einige Aspekte von Sound Forge Pro 12 gibt, die etwas älter und altmodisch wirken. Die Version 12 von Sound Forge sei aber sehr leistungsfähig und einfach zu bedienen.

## Eigenschaften
- Multi-channel und multitrack Recording
- Voice activity detection mittels KI[13]
- Disc Description Protocol Exportfunktion[13]
- High resolution audio support: 24-Bit, 32-Bit, 64-bit[12] (IEEE float) 192 kHz
- Videosupport für AVI, WMV, MPEG-1 und MPEG-2 (PAL und NTSC)
- Real-time-Editor auf Sample Niveau
- Unterstützung für Ultra-High-Fidelity
- Unterstützt DSF (DSD), AA3/OMA (ATRAC), GIG (GigaSampler), IVC (Intervoice), MP4 (including Apple Lossless), MPEG‑2 transport stream und PCA (Sony Perfect Clarity Audio). Für das Arbeiten mit Audio‑für‑Video unterstützt Pro 12 AVI, WMV, MPEG‑1 und MPEG‑2 (in PAL or NTSC)[12]
- DirectX und VST3[12] plugin support. Version 12 beinhaltet vinyl restoration und das Mastering Effects Bundle von IZotope.
- Floating Plug-in Chain window für nicht-destruktive Prozessierung
- CD Architect 5.2 software die disk-at-once (DAO) CD-Erstellung erlaubt.
- Batch conversion - Funktion
- Spektralanalyse-Funktionen
- Weißes, rosa- und braunes Rauschen
- DTMF/MF Frequenzsynthesizer
- Unterstützung für externes Monitoring (DV und FireWire)
- Erstellung von Audio-CDs nach Red Book
- inklusive iZotope-Effekte (RX 6 Elements und Ozone 7 Elements) für Mastering und Restauration
- Timestretching mit "zplane élastique" Algorithmus
- umfangreiches Mehrkanal-Metering und Analyse
- Interoperabilität mit SpectraLayers Pro 4
- Stapelverarbeitung und Konvertierung
- automatisches Erkennen und Markieren von geclippten Spitzen
- automatisches Lautstärke-Metering CALM-Standard

### Unterstützte Formate
- Macromedia Flash (SWF) format open only
- RealMedia 9 (RealAudio and RealVideo) - export only
- Windows Media 9 Series (WMA and WMV)
- Microsoft Video for Windows (AVI)
- AIFF (AIFF, AIF, SND)
- MPEG-1 and MPEG-2
- MPEG-1 Layer 3 (MP3)
- Ogg Vorbis (OGG)
- Macintosh AIFF
- NeXT/Sun (AU)
- Sound Designer (DIG)
- Intervoice (IVC)
- Sony Perfect Clarity Audio (PCA)
- Sony Media Wave 64 (W64)
- Sound Forge Project Files (FRG)
- Dialogic (VOX)
- Microsoft Wave (WAV)
- ATRAC Audio (AA3, OMA)
- CD Audio (CDA)
- Dolby Digital AC-3 studio - save only
- Raw Audio (RAW)
- Free Lossless Audio Codec (FLAC)